# Roscil·la de Blois
Roscil·la de Blois (nascuda el 925), filla de Teobald l'Ancià, comte de blois i de Chartres i de Riquilda de Gòtia.
Tenia un germà: Teobald I de Blois conegut com el Trampós. El 948 es va casar a Blois amb Alan II Barbitorte; van tenir un fill: Dreux o Drogó dit de Nantes (després de Bretanya), nascut el 950, futur comte de nantes, mort el 958). Alan Barbitorte va morir el 952.
El 954, sent vídua, es va casar de nou amb Folc II el Bo, comte d'Anjou, que prengué el control del comtat de Nantes en nom de Drogó, el fill de Roscil·la i d'Alan Barbitorte. Drogó va morir a Angers el 958 en condicions mal definides (potser enverinat per Folc II). Folc II d'Anjou es va proclamar comte de Nantes i duc de Bretanya fins al 960.
No se sap exactament la data de la mort de Roscil·la de Blois.